# Churches Conservation Trust

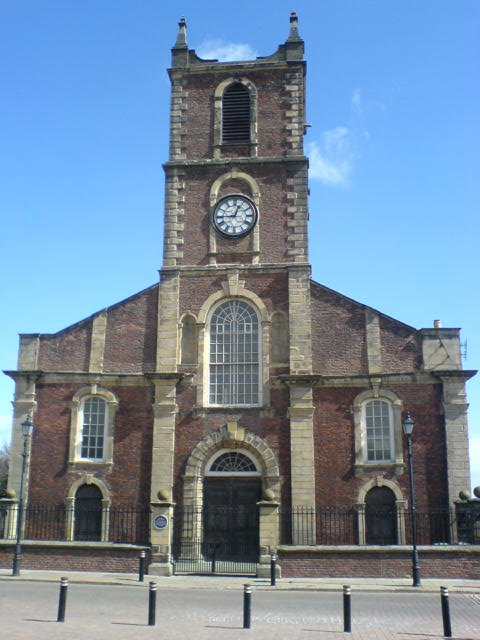
Kościół pw. Holy Trinity, Sunderland – zabytek I stopnia (Grade I) pod opieką Trustu

Churches Conservation Trust, początkowo pod nazwą Redundant Churches Fund (Fundacja na rzecz Niepotrzebnych Kościołów) – organizacja charytatywna w Anglii mająca na celu ochronę historycznych kościołów, które przez Kościół Anglii zostały określone jako zbędne. Trust został założony w 1968 na mocy ustawy Pastoral Measure. Formalnie cele trustu to "zachowanie, w interesie narodu i Kościoła Anglii, kościołów i ich części mających znaczenie historyczne i archeologiczne lub architektoniczne, przekazanych Fundacji... wraz z ich przekazaną zawartością" (the preservation, in the interests of the nation and the Church of England, of churches and parts of churches of historic and archaeological interest or architectural quality vested in the Fund ... together with their contents so vested).
Fundacja opiekuje się ponad 340 kościołami.
Trust jest finansowany częściowo przez Department for Culture, Media and Sport (Wydział Kultury, Mediów i Sportu) oraz Komisarzy Kościoła, jednak granty z ich strony zostały zamrożone w 2001, ponieważ fundusze zaczęły napływać z innych źródeł, także z datków publicznych. Na przestrzeni 12 miesięcy poprzedzających 31 marca 2010 przychód fundacji wynosił 6 161 653 funtów brytyjskich, a wydatki 6 035 871. W ciągu tego roku zatrudniała 44 pracowników i miała 2000 wolontariuszy. Fundacją kieruje zarząd złożony z członków trustu, mających przedstawiciela (Chief Executive) i zespół menadżerów, kierujących kolejnymi 50 menadżerami w regionach. Prezesem Trustu od 2007 jest Książę Walii.
Trust stara się przede wszystkim chronić budynki przed wpływami pogody, aby zapobiec ich niszczeniu. Większość kościołów jest nadal konsekrowana, i wiele jest sporadycznie wykorzystywanych do obrzędów religijnych. Trust zachęca do organizowania w nich odpowiednich imprez, np. koncertów, wystaw, występów teatralnych, wesel czy imprez firmowych. W budynkach kościelnych dzieci i młodzież mogą uczyć się historii i architektury. Kościoły należące do Trustu mają ponad 1,5 miliona zwiedzających rocznie.

## Klasyfikacja zabytków w Anglii

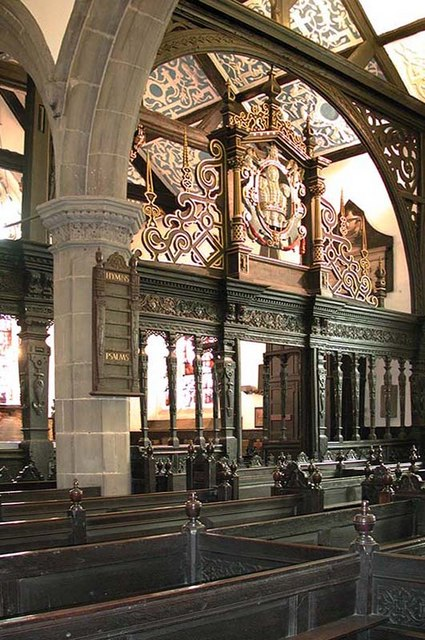
Wnętrze kościoła Św. Jana Ewangelisty w Leeds

Istnieją trzy główne kategorie zabytków, wraz z odpowiadającymi im kolorami:
| Stopień   | Kryteria |
| --------- | --- |
| Grade I   | Budynki wyjątkowo ciekawe, czasem uważane za budynki o znaczeniu międzynarodowym (Buildings of exceptional interest, sometimes considered to be internationally important) |
| Grade II* | Szczególnie ważne budynki o więcej niż szczególnym znaczeniu (Particularly important buildings of more than special interest)                                              |
| Grade II  | Budynki o znaczeniu narodowym i szczególnie ciekawe (Buildings of national importance and special interest)                                                                |

## Przykładowe kościoły pod opieką Trustu

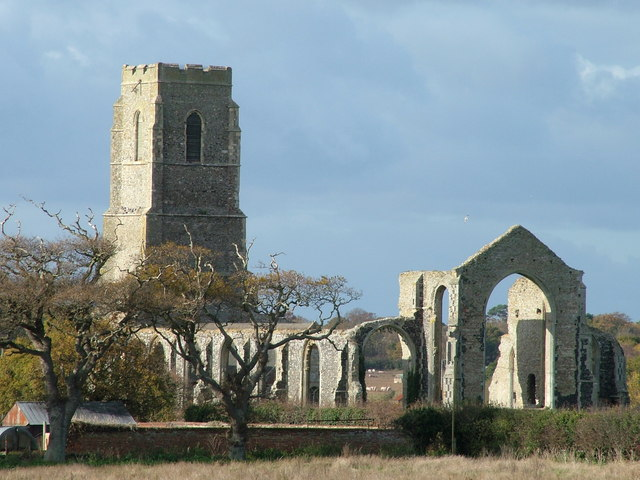
Kościół św. Andrzeja w Covehithe. Wokół ruiny większego kościoła pod opieką Trustu.

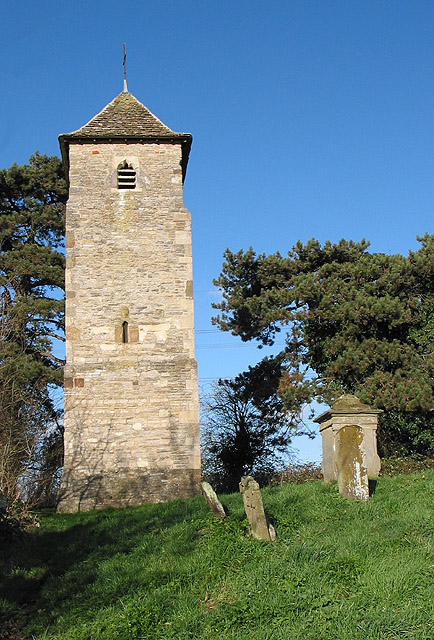
Wieża kościoła św. Oswalda w Lassington

Wśród zabytków stopnia I będących pod opieką Trustu znajdują się np.:
- St. Andrew’s Church w Bywell w Northumberland na północy Anglii. Jego ściany datowane są na ok. 850 rok, a wieża została zbudowana w celach obronnych[8].
- St John the Evangelist's Church w Leeds, z rzeźbionymi ławkami i stallami, zbudowany w latach 1632–1634[9]
- All Souls Church w Halifaksie. Ufundowany przez lokalnego przemysłowca Edwarda Akroyda[10], miał być centralną częścią Akroydonu, wzorcowej wsi w stylu gotyckim. Budowę ukończono w 1859[11].
- Old St Peter and St Paul's Church w pobliżu wioski Albury w Surrey[12]
- Church of St John the Baptist w Bristolu, z XIV w., znany też pod nazwą St John’s on the Wall, ponieważ jest wbudowany w mury miejskie i bardzo wąski[13]
- St Andrew’s Church w Covehithe z XIV w. Mały XVII-wieczny kościół na ruinach średniowiecznego większego kościoła. Mniejszy kościół jest nadal używany, zaś wieża i ruiny są pod opieką Trustu. Zabytek znajduje się na wybrzeżu zagrożonym erozją[14][15]
- St Oswald's Church w Lassington. Wieża Normanów jest jedyną pozostałością kościoła, pierwotnej kaplicy St Oswald's Priory w Gloucester. W 1875 cały kościół został zburzony i odbudowany, ale jego materiał konstrukcyjny zniszczał w ciągu XX wieku. Kościół został uznany za niepotrzebny w 1972, i, poza wieżą, zburzony w 1975[16][17][18].